# Piotr Giro
Piotr Giro, född 16 januari 1974 i Wałbrzych, Polen, är en svensk skådespelare, dansare och koreograf.

## Biografi
Giro är utbildad på Kungliga Svenska Balettskolan i Stockholm och har varit verksam sedan 1995 som skådespelare, dansare och koreograf både i Sverige och utomlands.
Giro slog igenom när han spelade titelrollen i Romeo och Julia på Dramatens scen Elverket, ett samarbete med Cirkus Cirkör, och i titelrollen i Don Juan av Molière på Göteborgs Stadsteater. Giro fick stor uppmärksamhet i en av huvudrollerna i filmatiseringen av Keillers park av Susanna Edwards och har därefter medverkat i ett antal filmer, bland annat Flickan, mamman och demonerna och Wellkåmm to Verona av Suzanne Osten.
Giro har framfört verk och turnerat med några av världens största danskompanier och koreografer, bland annat Batsheva Dance Company, Ultima Vez / Wim Vandekeybus, La La La Human Steps / Édouard Lock, Cullbergbaletten och Josef Nadj kompani. Han har även samarbetat med David Byrne och med Marc Ribot.[källa behövs]

## Privatliv
Giro utövar Aikido, akrobatik och klättring. Han praktiserar även Zazen sedan 2010.

## Filmografi i urval
- 1999 – The Last Words (Novellfilm)
- 2000 – Inasmuch (Belgisk dansfilm)
- 2001 – Mantra (Kortfilm)
- 2002 – In Spite of Wishing and Wanting (Belgisk dansfilm)
- 2003 – Fem trappor (Kortfilm)
- 2003 – Skeppsholmen (Svt drama)
- 2004 – Kyrkogårdsön (Långfilm)
- 2006 – Keillers park (Långfilm)
- 2006 – Wellkåmm to Verona (Långfilm)
- 2007 – Blåbärskriget (Långfilm)
- 2008 – Olof 1440 min (Kortfilm)
- 2009 – Mannen under trappan (Svt drama)
- 2010 – Kaffe (Svt drama)
- 2014 – Ceremonin (Svt dokumentär)
- 2015 – Hämndens anatomi (Fiktiv dokumentärfilm)
- 2016 – Flickan, mamman och demonerna (Långfilm)
- 2018 – Dansa först (Långfilm)

## Teater (i urval)
- 2002 – 2003 - Romeo och Julia - (Romeo) - Dramaten - Stockholm
- 2003 – 2004 - Dantes Gudomliga Komedi - Niklas Rådström - Göteborgs stadsteater
- 2004 – Don Juan av Moliére - (Don Juan) - Göteborgs stadsteater
- 2004 – Propagandan - Bortalaget - Jens Östberg
- 2005 – 99% Unknown - Cirkus Cirkör
- 2006 – Vagabond - (Piotr Giro) - Teater Giljotin
- 2006 – Momo eller kampen om tiden - (Gigi) - Stockholms stadsteater
- 2008 – Edvard den andre - (Spencer) - Unga Klara - Stockholms stadsteater
- 2009 – 2011 - Unknown Pleasures - Bogdan Szyber och Carina Reich
- 2010 – Eaten by Men - Bogdan Szyber och Carina Reich
- 2015 – 2017 - Katastrof i Jungeln - (Nikos Skalkottas) - Musikaliska
- 2017 – Because I'm worth it - (Mannen i paret) - Stockholms stadsteater

## Dans (i urval)
- 1995 – Kungliga Operan - Operan Aida
- 1995 – Kungliga Operan - Peer Gynt
- 1996 – Carl Olof Berg - ÄETT, Deuce
- 1996 – 1998 - Batsheva Dance Company - Ohad Naharin
- 1997 – Angelin Preljocaj -  Batsheva Dance Company - Noces
- 1998 – Norrdans - Jens Östberg, Jo Strømgren
- 1998 – 2009 - Ultima Vez / Wim Vandekeybus
- 2000 – 2001 - Josef Nadj - L'Anatomie du fauve
- 2004 – Philippe Blanchard - Noodles
- 2005 – Renoveringsobjekt - Piotr Giro, Shintaro Oue
- 2005 – Cirkus Cirkör - 99% Unknown
- 2006 – Vagabond - Piotr Giro
- 2007 – 2008 - Örjan Andersson - Triptych
- 2008 – 2009 - Ultima Vez / Wim Vandekeybus - Spiegel
- 2009 – 2010 - Equal - Shintaro Oue, Piotr Giro, Satoshi Kudo
- 2011 – 2012 - Lena Philipsson - Min Drömshow - Fredrik Rydman
- 2012 – Kungliga Operan - Riddar Blåskäggs borg / Trouble in Tahiti
- 2013 – Eurovision - mellanakt Norrsken - Fredrik Rydman
- 2014 – Jill Johnson - Hans Marklund - Hamburger Börs
- 2014 – Cullbergbaletten - 11th Floor - La La La Human Steps / Édouard Lock
- 2014 – 2015 - Bo.Le Ro - Piotr Giro, Shintaro Oue
- 2016 – Louise Crnkovic-Friis - Århus, Danmark
- 2016 – Ina Christel Johannessen - Come Back To See Us

## Kommersiellt & Musikvideor
- 1993 – Pandora / Trust Me / Regi - Unknown

- 1996 – Thomas Di Leva / Den Glada Stjärnan / Regi - Di Leva
- 2002 – Roxette / A Thing About You / Regi - Jonas Åkerlund
- 2006 – Backyard Babies / The Mess Age (How Could I Be So Wrong) Sony Music
- 2011 – Elin Lanto / Color Me Blue / Regi - Rafael Edholm
- 2014 – Takida / To Have And To Hold / Regi - Bengt-Anton Runsten
- 2015 – Ikea reklam /Mer plats åt barnen / Regi - Jens Jonsson
- 2015 – Elin Lanto / Burning Heart / Regi - Robin Robinovich
- 2016 – Weeping Willows / My Love Is Not Blind / Regi - David Kaijser
- 2016 – Magnus Uggla / Dyngrak(VR) / Regi - Unknown